# Jakob Kraeima
Jakob Kraeima (Losdorp, 16 april 1912 - Groningen, 16 juli 1991) was een Nederlands verzetsstrijder tijdens de Tweede Wereldoorlog en gevangenisdirecteur tijdens de Bijzondere Rechtspleging. Kraeima zette zich tijdens de oorlog in voor het Nationaal Steun Fonds en de lokale knokploeg te Warffum. Na de oorlog was hij van 6 juli 1945 tot 1 november 1949 commandant en directeur van interneringskamp "De Slikken" te Westernieland.

## Vooroorlogse biografie
Kraeima werd geboren in Losdorp, gemeente Bierum, op 16 april 1912 als de zoon van Nikolaas Kraeima en Aagtje Linstra. Zijn vader was bakker en had dan ook een bakkerij in Losdorp. Kraeima volgt in de voetsporen van zijn vader en leert ook voor bakker. Op 14 mei 1936 trouwt hij met Tjaakje van der Veen in Groningen, niet lang daarna begint hij een eigen bakkerij in Warffum. Tijdens zijn militaire dienst weet hij de rang van sergeant-majoor instructeur te behalen en zodoende wordt hij dan ook opgeroepen tijdens de mobilisatie van 1939.

## Oorlogsjaren
Nadat Kraeima terugkeert van de mobilisatie en de Duitse bezetting een feit wordt, sluit hij zich al snel aan bij het verzet, net als zijn zwager Jan Sikkema. Tijdens de oorlog is Kraeima actief voor het Nationaal Steun Fonds voor financiering van illigaliteit, de knokploeg te Warffum en het Landelijke Organisatie voor Hulp aan Onderduikers (LO).. Kraeima huisvest regelmatig onderduikers in zijn bakkerij en assisteert een aantal mensen in het ontvluchten van de Duitsers. Ook drukt hij, samen met zijn zwager, kopieën van de Trouw en andere pamfletten op de zolder van de bakkerij.

## "De Slikken"
Na de oorlog voegt Kraeima zich direct bij de Binnenlandse Strijdkrachten (BS) en wordt door het Militair Gezag aangewezen als hoofd van het arrestatieteam. 
Kraeima wordt op 5 juli 1945 gevraagd door het Militair Gezag om het voormalige werkverschaffingskamp  "De Slikken" te Westernieland in te richten als een Bewarings- en Verblijfskamp. Op 3 maart 1947 wordt het een Rijkswerkinrichting onder jurisdictie van het Ministerie van Justitie. In september 1949 krijgt Kraeima bericht dat het kamp gesloten zal worden per november. Hij is dan de gehele periode de directeur geweest, op een korte schorsing in mei 1949 na. Kraeima wordt snel in ere hersteld wanneer de aantijgingen aan zijn adres ongeldig blijken te zijn. Na zijn periode als gevangenisdirecteur koopt Kraeima een bakkerij in Den Haag.